# Portable Media Center
Portable Media Center (PMC) — портативное устройство, медиаплеер на основе жёсткого диска, предназначенное для проигрывания цифровых аудио/видео файлов. Также может использоваться для просмотра цифровых изображений в формате JPEG. Работает под управлением специальной версии операционной системы Windows Mobile.
Portable Media Center как платформа была впервые представлена компанией Майкрософт под именем Media2Go в январе 2003 года, на выставке CES 2003. Первой компанией, выпустившей PMC, стала Creative, представившая 29 августа 2004 г. свой Creative Zen PMC и выпустившая его в продажу в США со 2 сентября 2004 года.
В 2007 году Microsoft прекратила лицензирование платформы PMC.
Portable Media Center был замещён новым плеером Zune, и PMC стала основой новой платформы.

## Устройства
- Creative Zen Portable Media Center — ЖК-экран размером 3,8 дюйма, 320×240 точек, жёсткий диск на 20 ГБ.
- Samsung Yepp YH-999 Portable Media Center — экран размером 3,5 дюйма, 320×240 точек, жёсткий диск на 20 ГБ, масса — 220 г.
- iriver PMC-120 — экран 3,5 дюйма, 320×240 точек, жёсткий диск на 20 ГБ.

PMC-устройства второго поколения, были анонсированы в январе 2006:
- Toshiba Gigabeat S
- LG PM70 Portable Media Center
- Tatung V620 Portable Media Center